# Rainer Kalb
Rainer Kalb (* 29. Mai 1954 in Erkelenz) ist ein deutscher Fußball-Journalist, der seit 1988 nur mit kurzen Unterbrechungen für den Sport-Informations-Dienst (SID) als freier Autor berichtet. Seine Spezialgebiete sind der internationale Fußball, die FIFA, die UEFA sowie die Medienberichterstattung.

## Leben
Kalb wuchs als erstgeborener Sohn eines Fahrsteigers der Zeche Sophia-Jacoba im heutigen Hückelhovener Stadtteil Doveren auf. Er ist der fünf Jahre ältere Bruder von Rolf Kalb, der ebenfalls ein bekannter Sportjournalist (Kommentator für Eurosport) und Fachbuchautor ist. Kalb, der ursprünglich unter dem Kürzel „raka“ schrieb, begann seine Karriere mit Kurzberichten über Lokalfußball, zumeist über die Kreisliga, für die Redaktionen der Rheinischen Post in Erkelenz und Mönchengladbach. Nach dem Abitur, 1972 in Erkelenz, studierte er sechs Jahre lang Germanistik und Philosophie an der RWTH Aachen und ging danach für ein Jahr als Student an die Sorbonne nach Paris, um dort seine Examensarbeit vorzubereiten (Abschlüsse: „Maîtrise ès Lettres“ an der Sorbonne und das 1. Staatsexamen für den Lehrberuf in Aachen). Sein ursprüngliches Berufsziel war das Lehramt, schließlich entschied er sich aber doch für den Sportjournalismus und machte sein Hobby zum Beruf. Nach einem Volontariat in der Düsseldorfer Zentralredaktion der Rheinischen Post wechselte er in die Lokalredaktion nach Mönchengladbach. 1980 ging er zum Kicker-Sportmagazin und wurde in Nürnberg Redakteur. Der internationale Fußball wurde sein Arbeitsthema. Seit der Fußball-Weltmeisterschaft 1982 war Kalb bei fast jedem WM- und EM-Turnier vor Ort. Viele Jahre lang begleitete er die deutsche Fußballnationalmannschaft bei fast jedem ihrer Spiele.
1986 machte er sich selbständig. Er zog nach München und wurde zum FC-Bayern-Insider. Er schrieb durch seine SID-Tätigkeit für fast alle großen Tageszeitungen über den Münchner Klub. Von 1988 bis 1996 arbeitete Kalb als Nationalmannschaftsberichterstatter für den SID. 1996 gründete er zusammen mit Armin Gastl und weiteren Journalisten die Münchner Sportagentur Sport Media Service (SMS), aus der auch die Internet-Websites F1Total.com (1997–2000) und ihre Nachfolgerin Motorsport-Total.com (seit Mai 2000) hervorgingen. Zusammen verantworteten sie eine CD-ROM von Jürgen Klinsmann sowie die ersten Internet-Auftritte von Oliver Kahn und Sebastian Deisler, ehe diese von Konzernen entdeckt wurden. Heutzutage sind Kalbs Themenschwerpunkte TV-Rechte, Sponsoring-Geschichten, internationales Fußballgeschehen, die Fußball-Bundesliga und die Fußball-Europapokale. Rainer Kalb gilt als der große Experte für den französischen Fußball in Deutschland. Bei der Wahl zu Europas Fußballer des Jahres von France Football war er jahrelang der deutsche Sportjournalist, der als einziger abstimmen durfte.
Seit 2003 lebt er in Saint-Rémy-la-Varenne an der Loire in Frankreich, schreibt seither unter dem Pseudonym „René Veau“, und ist am Ort als „le journaliste allemand“ (der deutsche Journalist) bekannt. Er ist auch im Heimatland seiner Ehefrau als Fußballfachmann anerkannt und schrieb bis Ende 2008 unter anderem für die populäre Sport-Tageszeitung L’Équipe sowie die Fachzeitschrift France Football. Besonders seine direkten Kontakte zu Michel Platini, Zinédine Zidane, Franz Beckenbauer und Lothar Matthäus machen Kalb zu einem häufig bemühten Ansprechpartner für die Medien sowohl seiner Heimat als auch seiner Wahlheimat. Seit rund 20 Jahren schreibt er eine Kolumne, die jeden Mittwoch in der Münchner tz erscheint.

## Zitate
„Fußball ist wie das richtige Leben. Mit Fußball kann man die Welt erklären, das Leben verstehen. Es gibt Gewinner und Verlierer. Es gibt Angreifer und welche, die nur verteidigen. Man hat Regeln. Wer sie nicht einhält, wird zurückgepfiffen. Manchmal begeht einer einen Fehler. Der wird dann bestraft.“